# 三國方案
三國方案（英語：Three-state solution），又稱埃及-約旦方案（Egyptian-Jordanian solution）或約旦-埃及方案（Jordan-Egypt option），為了解決以巴衝突的和平方案之一。這個方案主張回到1967年六日戰爭之前的狀況，以色列領土退回綠線，將約旦河西岸交予約旦統治、加薩走廊交予埃及統治，放棄建立巴勒斯坦國的目標。

## 概論
1974年聯合國《巴勒斯坦問題和平處置》（Peaceful settlement of the question of Palestine）方案，主張將以色列與巴勒斯坦建立為兩個政府。但在巴勒斯坦尚未正式建國，成為獨立國家時，1949年爆發第一次以阿戰爭。埃及佔領了加薩走廊，而約旦佔領約旦河西岸，其餘分割土地由以色列佔領，巴勒斯坦自此無法成為獨立國家。在1967年六日戰爭之後，埃及與約旦被以色列擊敗，以色列控制了約旦河西岸與加薩走廊，全面控制該地後，與巴勒斯坦人發生長期衝突。
三國方案的基本想法，是將以色列及巴勒斯坦回復到1949年停戰協議（1949 Armistice Agreements）至1967年六日戰爭之間的狀態。以色列不再干預巴勒斯坦事務，讓埃及重新控制加薩走廊，約旦河西岸由約旦管理。放棄一個統一而獨立的巴勒斯坦國，解決以巴之間長期無法解決的衝突。
三國方案的優點在於，對以色列來說，約旦與埃及是比較溫和的鄰居（以色列與兩國有外交關係），以色列可以不用再處理巴勒斯坦問題。對巴勒斯坦人來說，約旦與埃及同為信奉伊斯蘭教的阿拉伯國家，被他們統治，較容易被接受。
但是約旦與埃及必須考慮巴勒斯坦人的民族主義情緒。同時，當這兩個國家重返巴勒斯坦，喪失與以色列之間的緩衝區，其國內的激進份子，可能會施壓，希望他們對以色列做出更強硬立場。因為約旦政府改善與以色列政府的關係，前任約旦國王就曾被巴勒斯坦解放組織的激進派暗殺未果；而控制加薩走廊的哈馬斯，其前身是巴勒斯坦穆斯林兄弟會，與他們相同派系的埃及穆斯林兄弟會也是埃及政府眼中的極端份子。實際上，阿拉伯國家近來已經認為，相較於巴勒斯坦，以色列是比較好相處的鄰居。
在兩國方案受到許多質疑，無法順利推動時，出現了三國方案的聲音。自2008年至2009年開始，埃及與約旦在以巴衝突問題中，表現出更高的企圖心，而且希望調停巴以衝突，同時也對約旦河西岸及加薩走廊民眾提供更多援助，增加自己在本地區的影響力。